# Música del Caribe
La Música del Caribe o música caribeña es el conjunto de ritmos, cantos y danzas tradicionales del Caribe.
Música caribeña:
- La salsa. ...
- El calipso. ...
- El reggae. ...
- La rumba. ...
- La cumbia. ...
- El merengue. ...
- Otros ritmos y bailes propios del Caribe son: el cha-cha-cha, el bolero, el son, el mambo, el ska, el reguetón, el dub, la guaracha, la gaita zuliana, la pachanga, la bachata, la champeta, el timba, el zouk, la kompa, el vallenato, entre otros.

La música del Caribe nace de un crisol cultural, de la síntesis de diversas influencias: música europea, africana e indígena americana, y en menor medida, india, como parte del mestizaje americano. Los ritmos caribeños son pilares de lo que se conoce como ritmos latinos. Se caracterizan por el uso de percusión e instrumentos de viento.
La música del Caribe comprende música de habla hispana, inglesa y francesa, y también neerlandesa en Aruba,  Curazao y parte de la isla de San Martín.

## Géneros musicales

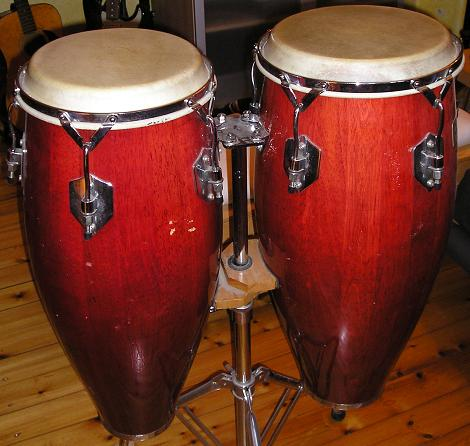
Las Congas, instrumento de percusión típico de la música caribeña.

Algunos de los géneros musicales caribeños son:
- Bachata
- Beguine
- Bolero
- Bomba
- Bullerengue
- Calipso
- Carabiné
- Chachacha
- Champeta
- Chandé
- Changüi
- Conga
- Congo
- Cumbia colombiana
- Cumbia panameña
- Dancehall
- Danzón
- Dub
- Gaita
- Golpe
- Guaguancó
- Guajira
- Guaracha
- Habanera
- Jarana yucateca
- Kompa
- Mambo
- Mapalé
- Merecumbé
- Merengue
- Nueva Trova Cubana
- Pachanga
- Palo de Mayo
- Pasillo
- Plena
- Polo
- Porro
- Punta
- Punto cubano
- Reggae
- Reggae en español
- Reguetón
- Rocksteady
- Rumba
- Salsa
- Ska
- Soca
- Son cubano
- Son montuno
- Son Jarocho
- Shola giletuno
[cita requerida]
- Timba
- Trova yucateca
- Twoubadou
- Vallenato
- Zouk